# 1064
Évszázadok: 10. század – 11. század – 12. század
Évtizedek: 1010-es évek – 1020-as évek – 1030-as évek – 1040-es évek – 1050-es évek – 1060-as évek – 1070-es évek – 1080-as évek – 1090-es évek – 1100-as évek – 1110-es évek
Évek: 1059 – 1060 – 1061 – 1062 –  1063 – 1064 – 1065 – 1066 – 1067 – 1068 – 1069

## Események

### Határozott dátumú események
- január 20. – A Dezső győri püspök közvetítésével Salamon és Géza herceg Győrben békét kötnek, ebben Géza elismeri Salamon uralmát és megkapja a hercegséget (dukátust), az ország harmadát.[1][2]
- május 31. – A Mantovában megtartott zsinaton II. Sándort ismerik el az egyház fejének, II. Honoriusz pedig visszavonul.[3]

### Határozatlan dátumú események
- az év folyamán –
  - Leég a pécsi székesegyház.[4]
  - Harold, a későbbi angol király feleségül veszi Editet, Mercia grófjának lányát.
  - Harold hajótörést szenved Normandiában Ponthieu-nél és Guy grófjának fogságába esik.

## Halálozások
- Ottokár stájer őrgróf